# Lutetia (trein)
De Lutetia is een Europese internationale trein voor de verbinding Parijs - Milaan. De spoorwegen hebben vanaf het begin namen gegeven aan hun treinen. De eerste locomotieven hadden bijvoorbeeld namen als Rocket, Arend en Limmat. Toen het spoorwegnet verder groeide, werden ook langeafstandstreinen van namen voorzien, bijvoorbeeld de California Zephyr in de Verenigde Staten en de Oriënt-Express in Europa. Zowel de CIWL als de Mitropa hadden al voor de Tweede Wereldoorlog hun langeafstandstreinen van een naam voorzien. Lutetia verwijst naar Lutetia paris, de Romeinse naam voor de Franse hoofdstad.

## IC Lutetia
De Lutetia vormde samen met de Simplon Express en de TEE Cisalpin een trio op de Simplonroute. De dagtrein Lutetia met zowel eerste- als tweedeklasrijtuigen vertrok 's morgens. De TEE reed 's middags en de nachttrein Simplon-express vertrok 's avonds. De Lutetia bestond uit Zwitserse en Italiaanse Eurofima-rijtuigen. In 1984 werd de TGV doorgetrokken tot Lausanne, ongeveer op de helft van het traject. De twee dagtreinen Lutetia en Cisalpin werden toen ingekort tot Lausanne - Milaan, waarbij doorgaande passagiers in Lausanne moesten overstappen van en naar de TGV die het traject Lausanne - Parijs voor haar rekening neemt.

## EuroCity
Zowel de Lutetia als de Cisalpin zijn als EuroCity voortgezet. Tot 1994 zijn hier de "Gijze muizen", de omgebouwde TEE-treinstellen voor gebruikt. Vanaf 1996 zijn de EuroCitydiensten tussen Italië en Zwitserland overgenomen door Cisalpino met Pendolino-treinstellen.